# Rajd San Remo 1981
Rezultaty Rajdu Włoch (23. Rallye Sanremo), eliminacji Rajdowych Mistrzostw Świata w 1981 roku, który odbył się w dniach 5–10 października. Była to dziesiąta runda czempionatu w tamtym roku. Bazą rajdu było miasto San Remo. 

## Zwycięzcy odcinków specjalnych[1]
| Dzień | OS | Godz. rozp. | Nazwa               | Długość | Zwycięzca                                    | Czas             | Śr. prędkość     | Lider rajdu     |
| ----- | -- | ----------- | ------------------- | ------- | -------------------------------------------- | ---------------- | ---------------- | --------------- |
| 1     | 1  |             | Colle d'Oggia 1     |         | Walter Röhrl                                 | 11:20            |                  | Walter Röhrl    |
| 1     | 2  |             | Ponte dei Passi 1   |         | Attilio Bettega                              | 7:40             |                  | Walter Röhrl    |
| 1     | 3  |             | Colle Langan        |         | Walter Röhrl Antonio Fassina                 | 13:52            |                  | Walter Röhrl    |
| 1     | 4  |             | Baiardo             |         | Attilio Bettega                              | 8:15             |                  | Walter Röhrl    |
|       |    |             |                     |         |                                              |                  |                  | Walter Röhrl    |
| 2     | 5  |             | Fiamma              |         | Michele Cinotto                              | 10:40            |                  | Walter Röhrl    |
| 2     | 6  |             | Fiat Ricambi 1      |         | Michèle Mouton                               | 10:58            |                  | Walter Röhrl    |
| 2     | 7  |             | AC Pisa 1           |         | Hannu Mikkola Michèle Mouton Michele Cinotto | 7:35             |                  | Walter Röhrl    |
| 2     | 8  |             | Cutty Sark 1        |         | Michèle Mouton                               | 7:23             |                  | Walter Röhrl    |
| 2     | 9  |             | Siem Ulignano 1     |         | Michele Cinotto                              | 6:38             |                  | Michele Cinotto |
| 2     | 10 |             | Rombo Pomar         |         | Hannu Mikkola Michele Cinotto                | 6:16             |                  | Michele Cinotto |
| 2     | 11 |             | Brai Sola           |         | Michele Cinotto                              | 7:07             |                  | Michele Cinotto |
| 2     | 12 |             | CR Volterra         |         | Michele Cinotto                              | 8:24             |                  | Michele Cinotto |
| 2     | 13 |             | CR Pisa             |         | Michele Cinotto                              | 4:14             |                  | Michele Cinotto |
| 2     | 14 |             | Nolan Mensa         |         | Henri Toivonen                               | 2:56             |                  | Michele Cinotto |
| 2     | 15 |             | AC Pisa 2           |         | Hannu Mikkola                                | 7:30             |                  | Michele Cinotto |
| 2     | 16 |             | Cutty Sark 2        |         | Hannu Mikkola                                | 7:17             |                  | Michele Cinotto |
| 2     | 17 |             | Siem Ulignano 2     |         | Hannu Mikkola                                | 6:29             |                  | Michele Cinotto |
| 2     | 18 |             | Asso Werke 1        |         | Hannu Mikkola                                | 8:39             |                  | Michele Cinotto |
|       |    |             |                     |         |                                              |                  |                  | Michele Cinotto |
| 3     | 19 |             | Fiamm A             |         | Michele Cinotto                              | 10:34            |                  | Michele Cinotto |
| 3     | 20 |             | Fiat Ricambi        |         | Hannu Mikkola                                | 9:43             |                  | Michele Cinotto |
| 3     | 21 |             | Rombo Pomar         |         | Hannu Mikkola                                | 6:12             |                  | Michele Cinotto |
| 3     | 22 |             | Olio Fiat           |         | Hannu Mikkola                                | 8:03             |                  | Michele Cinotto |
| 3     | 23 |             | Fiamm B             |         | Hannu Mikkola                                | 6:14             |                  | Michele Cinotto |
| 3     | 24 |             | Pioneer Car Audio 1 |         | Hannu Mikkola                                | 5:14             |                  | Michele Cinotto |
| 3     | 25 |             | Kleber 1            |         | Miki Biasion                                 | 4:27             |                  | Michèle Mouton  |
| 3     | 26 |             | Talbot 1            |         | Hannu Mikkola Michèle Mouton                 | 6:43             |                  | Michèle Mouton  |
| 3     | 27 |             | Gestetner 1         |         | Antonio Fassina                              | 4:07             |                  | Michèle Mouton  |
| 3     | 28 |             | Apple Computers 1   |         | Hannu Mikkola                                | 8:16             |                  | Michèle Mouton  |
| 3     | 29 |             | Opel GM 1           |         | Hannu Mikkola                                | 6:10             |                  | Michèle Mouton  |
| 3     | 30 |             | Casino San Remo 1   |         | Hannu Mikkola                                | 7:09             |                  | Michèle Mouton  |
| 3     | 31 |             | Ciesse Piumi 1      |         | Hannu Mikkola                                | 11:25            |                  | Michèle Mouton  |
| 3     | 32 |             | AC San Remo 1       |         | Michèle Mouton                               | 8:30             |                  | Michèle Mouton  |
| 3     | 33 |             | Apple Computers 2   |         | Hannu Mikkola                                | 8:21             |                  | Michèle Mouton  |
| 3     | 34 |             | Opel GM 2           |         | Hannu Mikkola                                | 6:13             |                  | Michèle Mouton  |
| 3     | 35 |             | Casino San Remo 2   |         | Hannu Mikkola Michèle Mouton                 | 7:05             |                  | Michèle Mouton  |
| 3     | 36 |             | Ciesse Piumi 2      |         | Hannu Mikkola Michèle Mouton                 | 11:16            |                  | Michèle Mouton  |
| 3     | 37 |             | AC San Remo 2       |         | Walter Röhrl Ari Vatanen                     | 8:07             |                  | Michèle Mouton  |
| 3     | 38 |             | Ford Italia 1       |         | Hannu Mikkola Henri Toivonen                 | 5:33             |                  | Michèle Mouton  |
| 3     | 39 |             | AC Siena 1          |         | Henri Toivonen                               | 7:07             |                  | Michèle Mouton  |
|       |    |             |                     |         |                                              |                  |                  | Michèle Mouton  |
| 4     | 40 |             | Pioneer Car Audio 2 |         | Walter Röhrl Hannu Mikkola                   | 5:13             |                  | Michèle Mouton  |
| 4     | 41 |             | Kleber 2            |         | Walter Röhrl Hannu Mikkola                   | 4:24             |                  | Michèle Mouton  |
| 4     | 42 |             | Talbot 2            |         | Michèle Mouton                               | 6:35             |                  | Michèle Mouton  |
| 4     | 43 |             | Gestetner 2         |         | Markku Alén Hannu Mikkola                    | 4:02             |                  | Michèle Mouton  |
| 4     | 44 |             | Ford Italia 2       |         | Michèle Mouton                               | 5:09             |                  | Michèle Mouton  |
| 4     | 45 |             | AC Siena 2          |         | Markku Alén                                  | 6:51             |                  | Michèle Mouton  |
| 4     | 46 |             | l'Autofrigo         |         | Markku Alén                                  | 7:52             |                  | Michèle Mouton  |
| 4     | 47 |             | Asso Werke 2        |         | Hannu Mikkola                                | 8:30             |                  | Michèle Mouton  |
| 4     | 48 |             | Deserto             |         | Hannu Mikkola                                | 5:27             |                  | Michèle Mouton  |
| 4     | 49 |             | Melogno             |         | Hannu Mikkola                                | 4:57             |                  | Michèle Mouton  |
| 4     | 50 |             | Scravaion           |         | Hannu Mikkola Henri Toivonen                 | 6:39             |                  | Michèle Mouton  |
| 4     | 51 |             | Opel GM 2           |         | Odcinek odwołany                             | Odcinek odwołany | Odcinek odwołany | Michèle Mouton  |
| 4     | 52 |             | Ponte dei Passi 2   |         | Dario Cerrato                                | 7:43             |                  | Michèle Mouton  |
| 4     | 53 |             | San Giovanni        |         | Ari Vatanen                                  | 7:16             |                  | Michèle Mouton  |
| 4     | 54 |             | Monte Bignone       |         | Timo Salonen                                 | 7:13             |                  | Michèle Mouton  |
|       |    |             |                     |         |                                              |                  |                  | Michèle Mouton  |
| 5     | 55 |             | Ronde               |         | Antonio Fassina                              | 33:14            |                  | Michèle Mouton  |
| 5     | 56 |             | San Romolo          |         | Odcinek odwołany                             | Odcinek odwołany | Odcinek odwołany | Michèle Mouton  |
| 5     | 57 |             | Colle d'Oggia 2     |         | Luigi Battistolli                            | 11:36            |                  | Michèle Mouton  |
| 5     | 58 |             | Ponte dei Passi 3   |         | Dario Cerrato                                | 7:48             |                  | Michèle Mouton  |
| 5     | 59 |             | Colle d'Oggia 3     |         | Hannu Mikkola                                | 11:40            |                  | Michèle Mouton  |
| 5     | 60 |             | Ponte dei Passi 4   |         | Dario Cerrato                                | 7:47             |                  | Michèle Mouton  |
| 5     | 61 |             | Asso Werke          |         | Ari Vatanen                                  | 14:04            |                  | Michèle Mouton  |

## Wyniki końcowe rajdu[2]
| Pierwsza dziesiątka | Pierwsza dziesiątka | Pierwsza dziesiątka | Pierwsza dziesiątka   | Pierwsza dziesiątka | Pierwsza dziesiątka | Pierwsza dziesiątka | Pierwsza dziesiątka |
| Msc.                | Nr. sam.            | Kierowca            | Samochód              | Grupa               | Czas                | Str.                | Punkty              |
| Msc.                | Nr. sam.            | Pilot               | Zespół                | Kategoria           |                     | Str.                | Punkty              |
| ------------------- | ------------------- | ------------------- | --------------------- | ------------------- | ------------------- | ------------------- | ------------------- |
| 1.                  | 14                  | Michèle Mouton      | Audi Quattro          | 4                   | 8:05.50             | 0.00                | 20                  |
| 1.                  | 14                  | Fabrizia Pons       | Audi Sport            | 4                   |                     | =                   | 20                  |
| 2.                  | 11                  | Henri Toivonen      | Talbot Sunbeam Lotus  | 2                   | 8:09.15             | + 3.25              | 15                  |
| 2.                  | 11                  | Fred Gallagher      | Talbot Sport          | 4                   |                     | + 3.25              | 15                  |
| 3.                  | 6                   | Antonio Fassina     | Opel Ascona 400       | 4                   | 8:12.08             | + 6.18              | 12                  |
| 3.                  | 6                   | Rudy Dalpozzo       | Conrero Squadra Corse | 4                   |                     | + 2.53              | 12                  |
| 4.                  | 5                   | Hannu Mikkola       | Audi Quattro          | 4                   | 8:18.20             | + 12.30             | 10                  |
| 4.                  | 5                   | Arne Hertz          | Audi Sport            | 4                   |                     | + 6.12              | 10                  |
| 5.                  | 16                  | Luigi Battistolli   | Opel Ascona 400       | 4                   | 8:19.51             | + 14.01             | 8                   |
| 5.                  | 16                  | Fabio Penariol      | Conrero Squadra Corse | 4                   |                     | + 1.31              | 8                   |
| 6.                  | 25                  | Miki Biasion        | Opel Ascona 400       | 4                   | 8:21.44             | + 15.54             | 6                   |
| 6.                  | 25                  | Tiziano Siviero     | Hawk Racing Club      | 4                   |                     | + 1.53              | 6                   |
| 7.                  | 4                   | Ari Vatanen         | Ford Escort RS1800    | 4                   | 8:23.35             | + 17.45             | 4                   |
| 7.                  | 4                   | David Richards      | Rothmans Rally Team   | 3                   |                     | + 1.51              | 4                   |
| 8.                  | 18                  | Dario Cerrato       | Fiat 131 Abarth       | 4                   | 8:25.33             | + 19.43             | 3                   |
| 8.                  | 18                  | Luciano Guizzardi   | Fiat Auto Torino      | 3                   |                     | + 1.58              | 3                   |
| 9.                  | 2                   | Markku Alén         | Fiat 131 Abarth       | 4                   | 8:26.45             | + 20.55             | 2                   |
| 9.                  | 2                   | Ilkka Kivimäki      | Fiat Auto Torino      | 3                   |                     | + 1.12              | 2                   |
| 10.                 | 19                  | Federico Ormezzano  | Talbot Sunbeam Lotus  | 2                   | 8:33.47             | + 27.57             | 1                   |
| 10.                 | 19                  | Claudio Berro       | AST Squadra Corse     | 4                   |                     | + 7.02              | 1                   |

## Klasyfikacja generalna po 10 rundach

### Kierowcy
|   | Msc. | Kierowca      | Pkt. |
| - | ---- | ------------- | ---- |
| = | 1    | Guy Fréquelin | 81   |
| = | 2    | Ari Vatanen   | 79   |
| = | 3    | Markku Alén   | 56   |
| = | 4    | Shekhar Mehta | 43   |
| = | 5    | Hannu Mikkola | 42   |

### Producenci
|   | Msc. | Producent | Pkt. |
| - | ---- | --------- | ---- |
| = | 1    | Talbot    | 112  |
| = | 2    | Datsun    | 88   |
| = | 3    | Ford      | 80   |
| 1 | 4    | Opel      | 69   |
| 1 | 5    | Fiat      | 63   |